# Вітрило (Хайфа)
Вітрило (івр. בית המפרש) — хмарочос в Хайфі, який є найвидатнішим компонентом будівель, що складають районний урядовий офіс, покликаний координувати діяльність урядових установ у Хайфському окрузі в Ізраїлі. Висота 29-поверхового будинку становить 95 метрів, а разом з антеною 137 метрів. До 2003 року він був найвищим будинком Хайфи, допоки не був збудований IEC Tower, проте з урахуванням антени він і досі є найвищим будинком міста. Будівництво було розпочато в 1999 році, а закінчено 22 лютого 2002 року. 

## Галерея

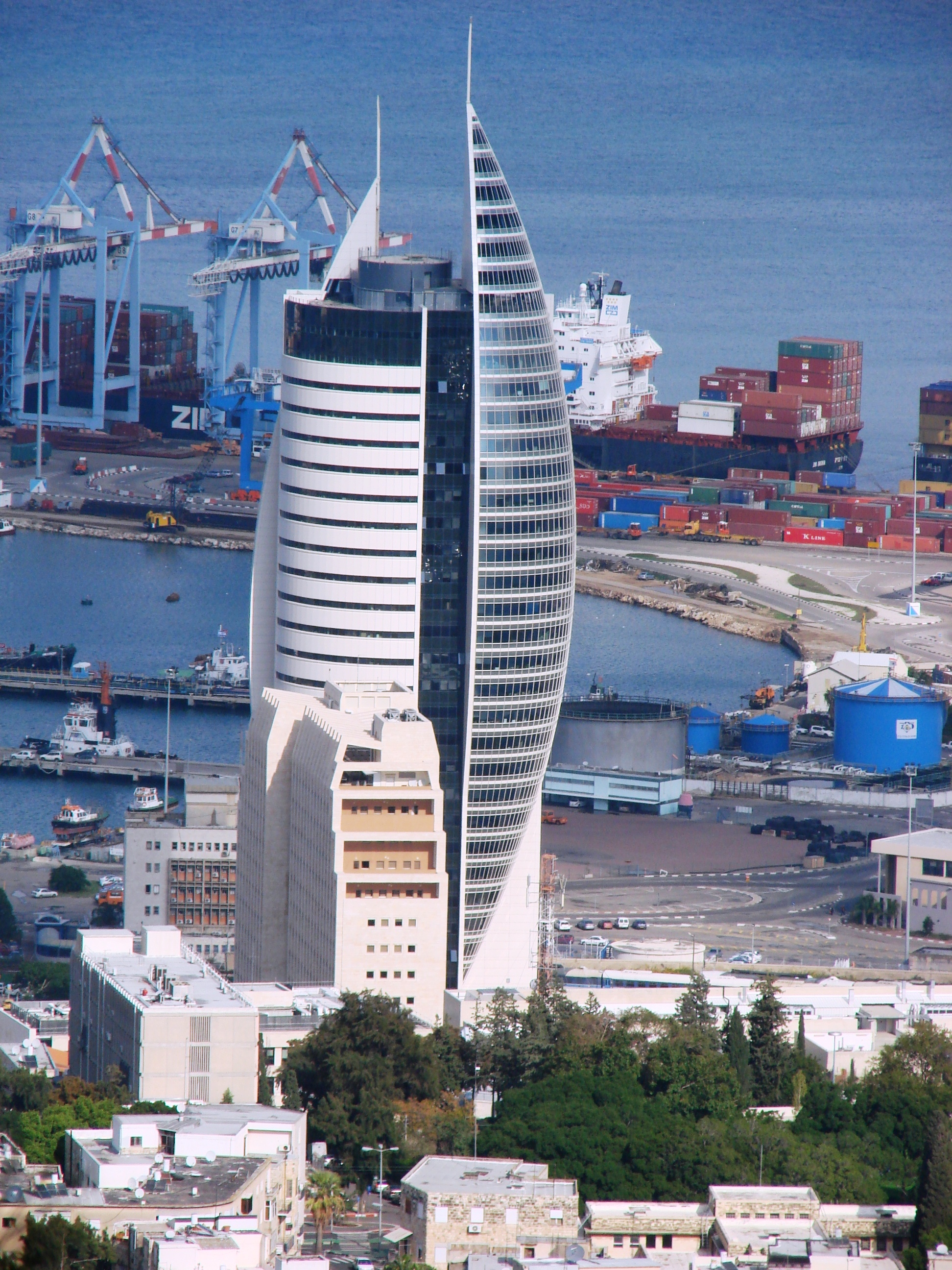
Вид з верхньої частини міста
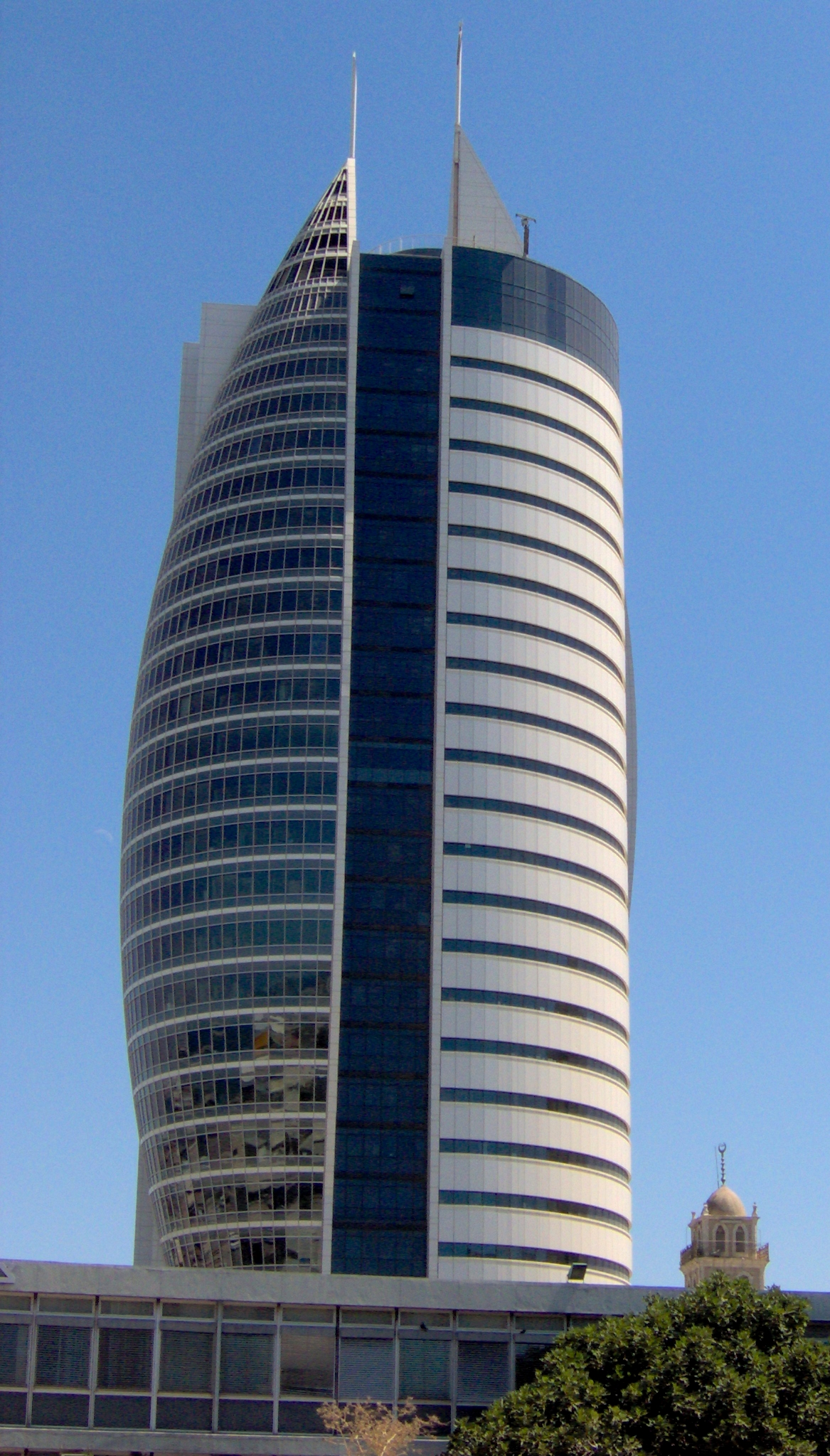
Вітрило
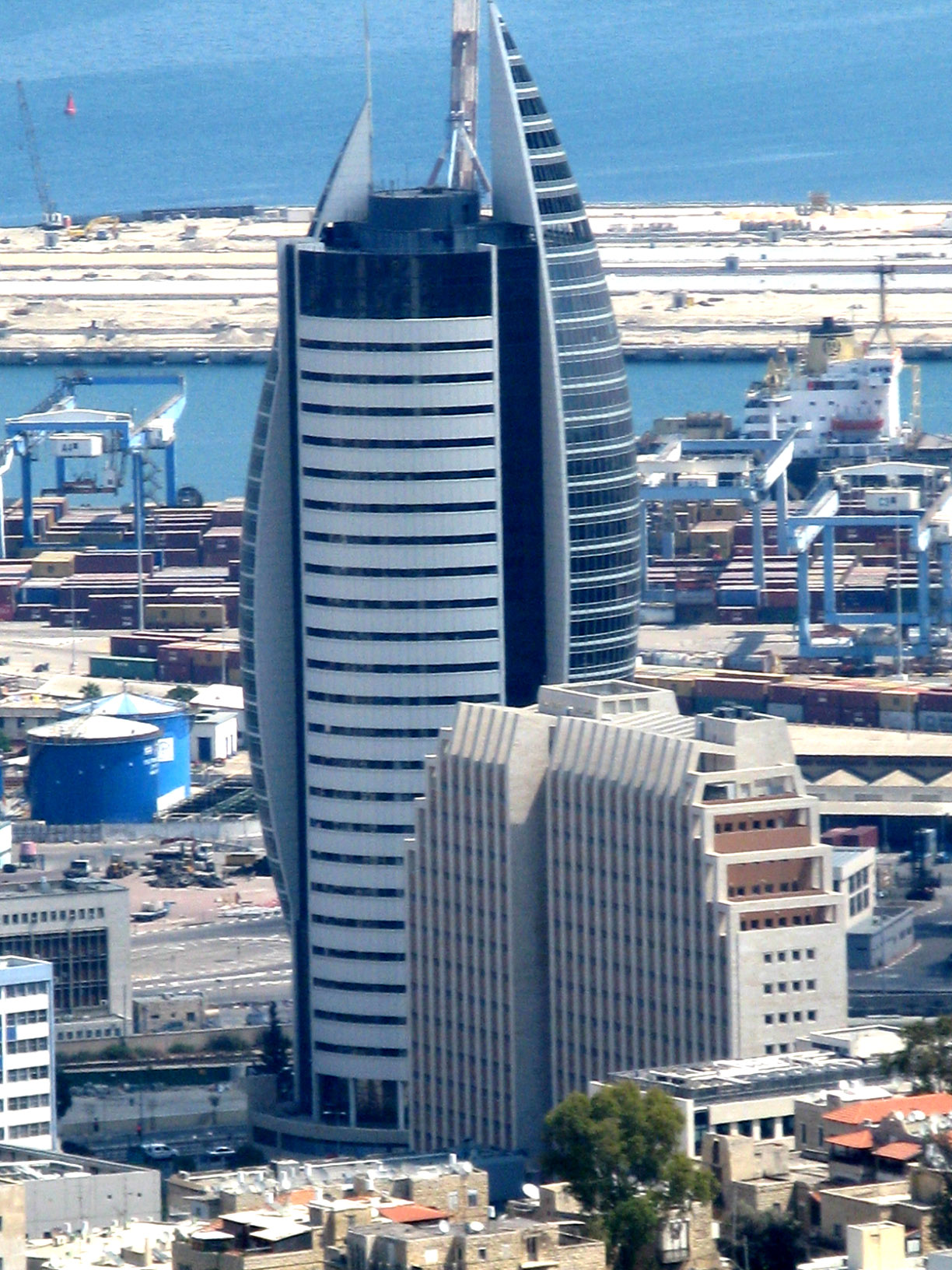
Вид з гори Кармель
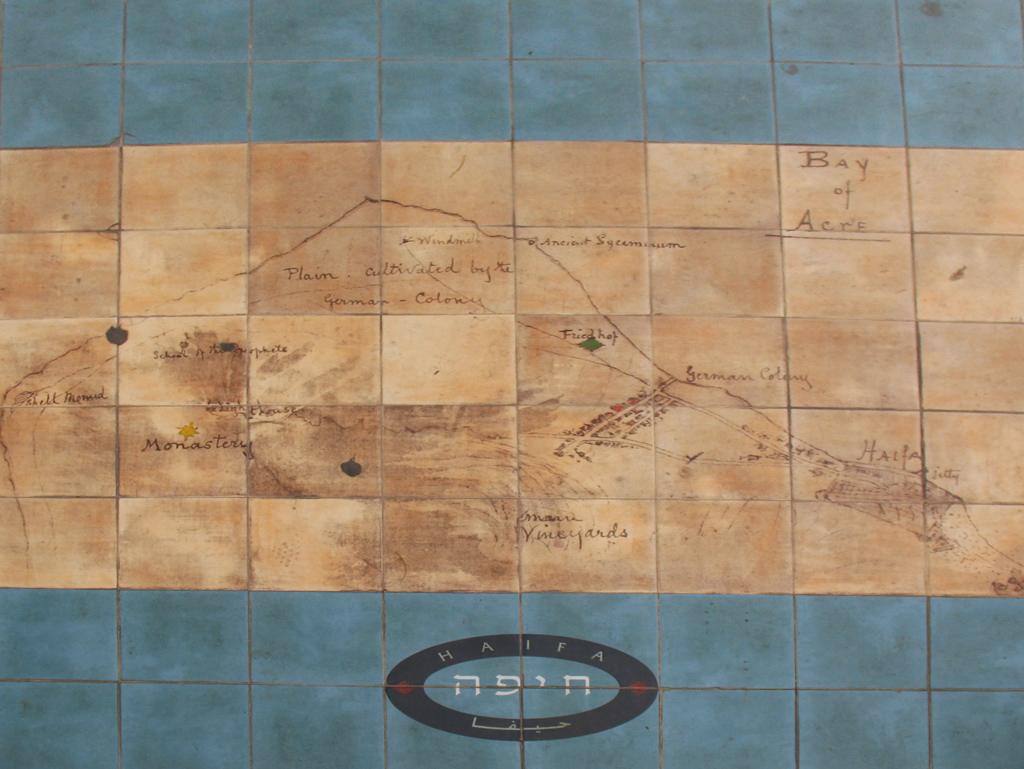
Мозаїка мапи Хайфи, датованої 1773 роком